# Saint-Geniès-Bellevue
Saint-Geniès-Bellevue è un comune francese di 2 220 abitanti situato nel dipartimento dell'Alta Garonna nella regione dell'Occitania.

## Società

### Evoluzione demografica
Abitanti censiti